# Leda Gys
Pour les articles homonymes, voir Gys.
Leda Gys (pseudonyme de Giselda Lombardi), née le 10 mars 1892 à Rome (Italie) et morte le 2 octobre 1957 dans la même ville, est une actrice italienne du cinéma muet.

## Biographie
Leda Gys a été une diva du cinéma muet[réf. nécessaire], lancée par le poète Trilussa avec lequel elle entretint une relation sentimentale.
Elle a été mariée au producteur Gustavo Lombardo avec qui elle a eu le producteur Goffredo Lombardo.

## Filmographie
- 1912: Fior d'amore e fior di morte
- 1913: La dama di picche
- 1913: L'albero che parla
- 1913: La madre
- 1913: Un intrigo a corte
- 1913 : Sa belle-sœur d'Enrico Guazzoni
- 1913: Zuma
- 1913: La sfumatura
- 1913: Il gomitolo nero
- 1913: La tutela
- 1913: Dopo la morte
- 1913: Histoire d'un Pierrot de Baldassarre Negroni
- 1914: Amore bendato
- 1914: L'amazzone mascherata de Baldassarre Negroni
- 1915: La marcia nuziale de Carmine Gallone
- 1915: Maschera di mistero de Mario Caserini
- 1915: La morta del lago de Enrico Guazzoni
- 1915: Padre
- 1915: La pantomima della morte de Mario Caserini
- 1915: Sempre nel cor la Patria!... de Carmine Gallone
- 1915: Leda innamorata de Ivo Illuminati
- 1916: Christus de Giulio Antamoro
- 1920: Scrollina de Gero Zambuto
- 1921: I figli di nessuno d'Ubaldo Maria Del Colle
- 1922: La trappola d'Eugenio Perego
- 1922: Esclave de Georges Monca et Rose Pansini
- 1924: Vedi Napule e po' mori d'Eugenio Perego
- 1929: Rondine d'Eugenio Perego